# کراشنگک کوشالینگسکی
کراشنگک کوشالینگسکی (به لهستانی:  Kraśnik Koszaliński) یک روستا در لهستان است که در گمینا بیشکیژ واقع شده‌است.